# ガリッサ (カウンティ)

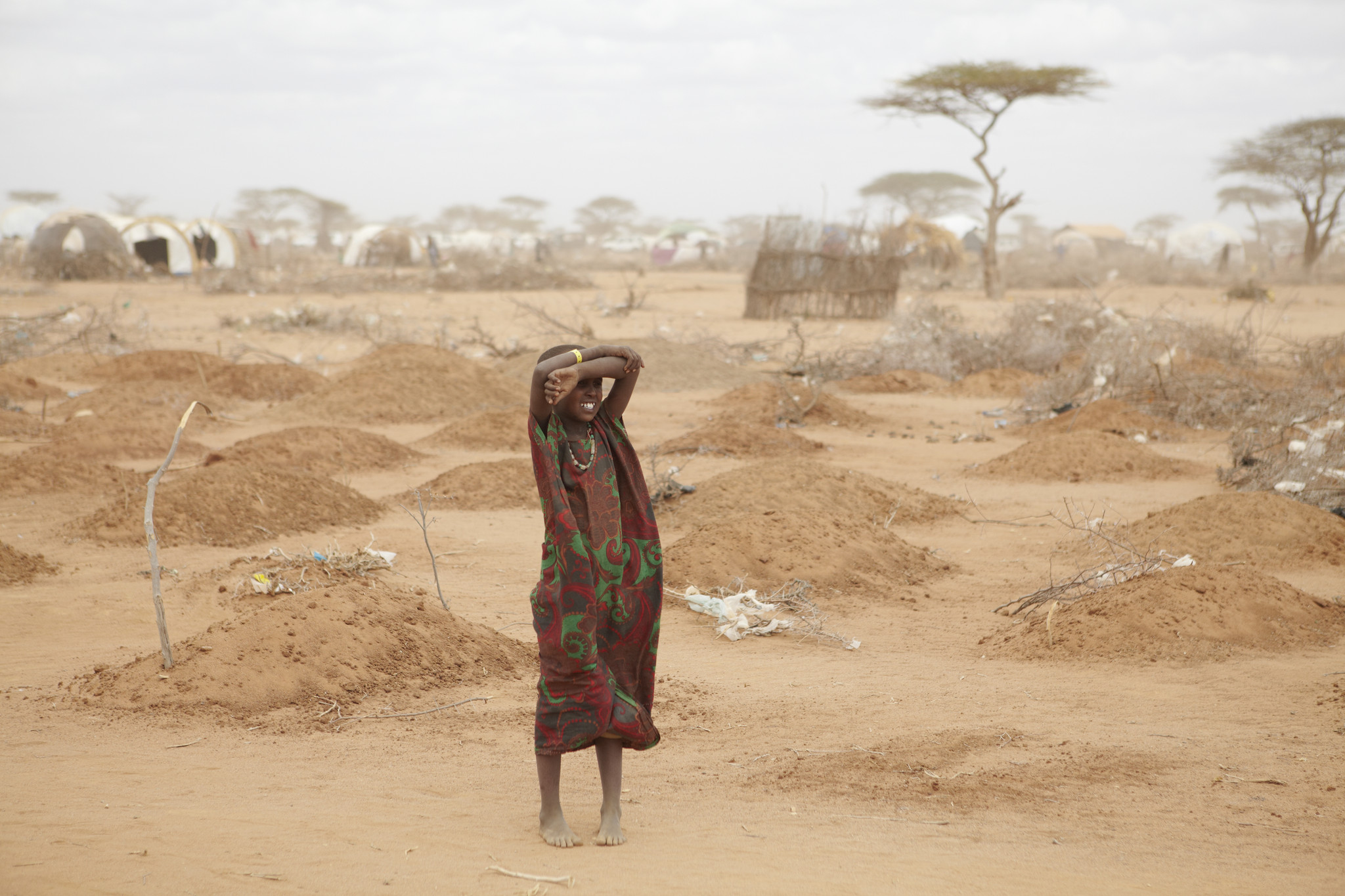
ダダーブの難民キャンプの集団墓地

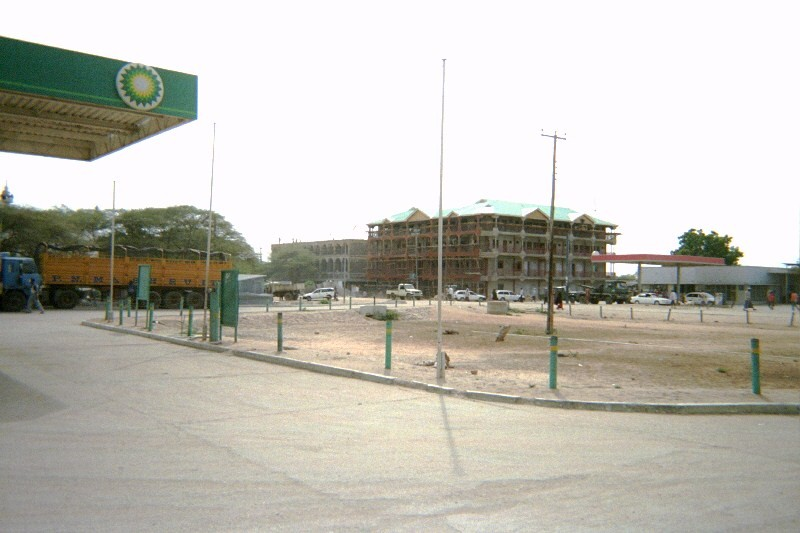
ガリッサ中心市街地の、BPのガソリンスタンド

ガリッサ（スワヒリ語: Wilaya ya Garissa、英語: Garissa County）は、ケニアの北東州南部のカウンティ。
中心都市はガリッサ。
2009年の人口は62万3060人。
ダダーブには難民キャンプが有り、30万人以上のソマリア人が暮らしている。
住民の殆どがソマリ人である。

## 人口
- 1979年8月24日：12万8867人
- 1989年8月24日：12万4835人
- 1999年8月24日：39万2510人
- 2009年8月24日：62万3060人[2]

## 隣接カウンティ
- 北：ワジール
- 北東～東：ソマリア・下部ジュバ州
- 南東：ラム
- 南～南西：タナ川
- 西～北西：イシオロ

## 都市
- ダダーブ：32万9811人(2016年)(ソマリ人難民キャンプ)
- ガリッサ：11万383人(2009年)
- マサラニ（英語版）：1万4012人(2009年)

## 指標
| 指標             | 割合 |
| ---------------- | ---- |
| 都市化率         | 23.5 |
| 識字率           | 52.4 |
| 15～18歳の就学率 | 43.9 |
| 良好道路率       | 54.1 |
| 電力普及率       | 11.6 |
| 貧困率           | 49.2 |

 Source: USAid Kenya